# Sommerland
Sommerland là một đô thị ở huyện Steinburg, bang Schleswig-Holstein, Đức. Đô thị này có diện tích 18,75 km², dân số thời điểm 31 tháng 12 năm 2006 là 848 người.